# La Fille offerte
Pour plus de détails, voir Fiche technique et Distribution.
La Fille offerte (Die Berührte) est un film dramatique ouest-allemand réalisé par Helma Sanders-Brahms et sorti en 1981.
Le film fait partie du courant des Frauenfilm, ces films allemands féministes des années 1970 et 1980.

## Synopsis
Veronika Christoph est une fille de bonne famille qui souffre du manque d'empathie dans sa famille et dans la société. Le film s'ouvre sur un rêve de Veronica dans lequel deux plongeurs se battent sous l'eau et dont les bruits de respiration résonnent dans les oreilles. Dans les scènes suivantes, on voit plusieurs épisodes de sa quête de Jésus-Christ, qu'elle croit reconnaître dans nombre de ses rencontres masculines éphémères. Elle s'offre alors toujours à eux sexuellement jusqu'à l'autodestruction, peu importe qu'il s'agisse d'un magicien, d'un travailleur étranger, d'un vieil homme ou d'un infirme. Pour chacun de ces hommes, elle croit qu'elle a enfin trouvé le Christ en lui. Sa quête de Dieu pousse également Veronika à faire des tentatives de suicide, raison pour laquelle elle est toujours internée dans un hôpital psychiatrique, où elle refuse toutefois d'être tranquillisée par des médicaments.

## Fiche technique
- Titre français : La Fille offerte[1]
- Titre original allemand : Die Berührte[2]
- Réalisation : Helma Sanders-Brahms
- Scénario : Helma Sanders-Brahms
- Photographie : Thomas Mauch
- Montage : Ursula West
- Musique : Manfred Opitz, Harald Grosskopf
- Production : Helma Sanders-Brahms
- Société de production : Helma Sanders Filmproduktion, Mainline
- Pays de production :  Allemagne de l'Ouest
- Langue originale : allemand
- Format : Couleurs - 1,66:1 - Son mono - 35 mm
- Durée : 108 minutes
- Genre : Drame
- Dates de sortie :
  - Allemagne de l'Ouest : 1er novembre 1981
  - France : 18 novembre 1981

## Distribution
- Elisabeth Stepanek (de) : Veronika Christoph
- Carola Regnier (de) : Médecin
- Jorge Reis : Demba
- Curt Curtini : Magicien
- Hasan Hasan : Monsef
- Hubertus von Weyrauch : Le père de Veronica
- Irmgard Mellinger : La mère de Veronica
- Nguyen Chi Danh : le premier
- Erich Koitzsch-Koltzack : Vieux
- Georges Stamkowski : Grec
- Karl Heinz Reimann : Enfant de Dieu
- Abdel Wahed Askar : Ibrahim / Salem
- Nabil Reiroumi : Malade
- Harald Hoedt : Comtesse au jardin
- Erika Dannhoff : Mort dansante

## Production
Le film a été tourné d'après les notes autobiographiques de Rita G. Elisabeth Stepanek (de), qui joue le rôle principal, répète littéralement dans le film les dialogues écrits par Rita, ses partenaires respectifs réagissent en improvisant selon une conception de la mise en scène sans scénario.
Le tournage a eu lieu en hiver 1980 à Berlin-Ouest. On y voit entre autres la porte de Brandebourg, le bâtiment du Reichstag, la Philharmonie de Berlin, l'église Saint-Thomas de Berlin-Kreuzberg et la station de métro Schlesisches Tor.
L'avant-première du film s'est produite le 15 juillet 1981 au Festival international du film de Hof.

## Accueil critique
« Nach authentischen Tagebuchaufzeichnungen drehte Helma Sanders-Brahms eine schockierende, uneinheitlich und grell geratene Psycho-Studie, die den radikal subjektiven Standpunkt der Vorlage bewußt beibehält. Die undistanzierte Schilderung einer seelischen wie physischen Grenzüberschreitung verursacht Irritation und Betroffenheit zugleich. »
— Lexikon des internationalen Films

« D'après les notes authentiques de son journal intime, Helma Sanders-Brahms a réalisé une étude psychologique choquante, inégale et criarde, qui conserve délibérément le point de vue radicalement subjectif [du récit] original. La description sans distance d'un dépassement des limites psychiques et physiques provoque à la fois irritation et consternation. »
.